# بوسه عریان
بوسهٔ عریان (انگلیسی: The Naked Kiss) یک فیلم نئو نوآر جنایی به کارگردانی ساموئل فولر محصول سال ۱۹۶۴ سینمای آمریکاست.

## بازیگران
- کنستانس تورز
- مایکل دانته
- ویرجینیا گری
- پتسی کلی
- بتی برانسون
- بتی رابینسون
- ادی ویلیامز